# V Triennale di Milano
La V Esposizione Triennale delle Arti Decorative e industriali moderne fu la prima di quelle organizzate a Milano e non più presso la Villa Reale di Monza. Venne inaugurata nel maggio del 1933 nel nuovo Palazzo dell'Arte appositamente progettato da Giovanni Muzio (1893-1982) e si estese nel Parco Sempione dove vennero realizzate quaranta costruzioni temporanee sperimentali progettate dai più noti architetti italiani dell'epoca: Figini e Pollini, Piero Bottoni, Piero Portaluppi, Giuseppe Terragni, il Gruppo BBPR e Pietro Lingeri.

## Introduzione
Quella del 1933 è l'edizione che inaugura il ciclo delle Triennali milanesi, dopo le precedenti quattro rassegne tenute dall'Istituto superiore per le industrie artistiche di Monza. 

Le Triennali di Milano, alle quali per la prima volta si associa una grande mostra di architettura moderna, si prefissavano l'obiettivo di essere lo specchio della civiltà contemporanea: in esse venivano raccolte le testimonianze dell'epoca, con tutti i caratteri che ogni cultura poteva imprimere. Rispetto alle precedenti edizioni monzesi, il programma della V Triennale si arricchisce di due specifiche manifestazioni: una mostra dell'abitazione moderna e la già citata esposizione internazionale di architettura.
 Per la prima volta in una esposizione italiana, inoltre e similmente a quanto già accaduto ai precedenti eventi internazionali di Liegi, Anversa, Barcellona, Stoccolma, Dresda e Parigi, venne dato grande risalto alla decorazione luminosa alla quale anche Gio Ponti pose particolare attenzione.

## Quattro punti da osservare nella presentazione del progetto
L'organizzazione della Triennale prevedeva che i partecipanti rispettassero delle norme nella presentazione dei propri progetti. Tali norme furono espresse in un bando, emanato dallo stesso Direttorio, ed erano formulate in questi quattro punti:
- Modernità, in quanto questi prodotti devono rispondere ai bisogni e agli usi del tempo;
- Originalità, in quanto, senza effimere e inutili stravaganze, rivelino i caratteri singolari dell'artista o della manifattura che li eseguì;
- Perfezione tecnica, in quanto la materia vi sia trattata con rispetto, a regola d'arte, con processi aggiornati, così da offrire sicurezza di qualità, di uso e di durata;
- Efficienza di produzione, capacità del produttore di rispondere con prontezza, convenienza e lealtà alle richieste del mercato.

## La Sede della Triennale
```

```

Per accogliere le esposizioni triennali di Milano fu costruito nel 1933 il Palazzo dell'Arte, in Viale Emilio Alemagna n. 6. Costruito dall'architetto Giovanni Muzio, grazie alla donazione del cavaliere del lavoro e senatore Antonio Bernocchi, il palazzo comprendeva ampie aree espositive e zone di servizio ma anche una biblioteca, un teatro e una zona ristorante.
|  |  |  |  |

## Palazzo dell'Arte - Pianterreno
|  |  |  |  |

Al pianterreno del Palazzo dell'Arte furono allestite le seguenti mostre:
- Pittura murale
- Mostra internazionale di architettura moderna. Prima Galleria d'Italia: Opere costruite, L'Italia che si rinnova e Progetti di edifici tipici
- Galleria delle nazioni con sezioni per i seguenti paesi: Argentina, Austria, Belgio, Cecoslovacchia, Finlandia, Francia, Germania, Giappone, Gran Bretagna, Italia, Norvegia, Paesi Bassi, Polonia, Spagna, Svezia, Svizzera, Stati Uniti d'America, Ungheria, Unione Russa di Stati Sovietici.
- Fotomosaici nazionali per i seguenti paesi: Argentina, Austria, Belgio, Cecoslovacchia, Finlandia, Francia, Germania, Giappone, Gran Bretagna, Italia, Norvegia, Paesi Bassi, Polonia, Spagna, Svezia, Svizzera, Stati Uniti d'America, Ungheria, Unione Russa di Stati Sovietici.
- Mostra internazionale di architettura moderna. Seconda Galleria d'Italia: Scuole di architettura di Venezia, Roma, Napoli, Firenze, Torino, Milano
- Galleria delle mostre personali con sezioni dedicate a: Perret, Melnikoff, Lurcat, Lloyd Wright, Hoffmann, Dudok, Gropius, Mies van der Rohe, Mendelsohn. Loos, Le Corbusier, Sant'Elia
- Mostre dei C.I.R.P.A.C. (Congressi Internazionali per la Risoluzione del Problema Architettonico Contemporaneo)
- Libreria dell'architettura
- Arti decorative ed industriali
- E.N.A.P.I.
- Saletta degli orafi
- Mostre estere
- Mostra internazionale dei trasporti

## Palazzo dell'Arte - Piano Seminterrato
Il piano seminterrato comprendeva il Teatro dell'arte, l'ufficio cambio, tabaccheria, ufficio poste e telegrafi, caffè e ristoranti e un portico.
C'erano, inoltre le seguenti mostre:
- Mostra internazionale di architettura moderna. Seconda Galleria d'Italia: Architettura di interni
- Mostra internazionale di architettura moderna. Seconda Galleria d'Italia: Scuole Superiori di architettura

## Palazzo dell'Arte - Primo Piano
Il piano primo del Palazzo fu dedicato alle seguenti esposizioni:
- Mostra dei piccoli bronzi antichi
- Arti decorative ed industriali
- La Strada – Mostra d'Ambienti Moderni di Mino Fiocchi
- Tessuti – Pizzi – Ricami di Luciano Baldessari
- Cristalli – Metalli – Illuminazione
- Ceramiche
- Pittura murale
- Galleria delle pitture
- Salone delle cerimonie con affreschi di Mario Sironi, Massimo Campigli, Achille Funi, Giorgio de Chirico e Gino Severini. Vetrata di Luigi Fontana, lampade e sedie di Mario Sironi.
- Arti decorative ed industriali
- Mostre estere

### Germania
La sezione della Germania, che fu organizzata dal Deutscher Werkbund di Berlino, si limitò ad una sola branca dell'arte industriale, quella grafica; le manifestazioni seguenti sarebbero state invece delicate ad altri settori. Mediante tale specializzazione, la Germania mirò a dare una grande evidenza all'operosità tedesca nel campo dell'arte industriale, ed elevarla al grado di perfezione, nella forma e nella tecnica.
- L'attività tedesca nella scrittura

In questa sezione fu illustrata, mediante proiettori automatici, la storia delle forme di scrittura, da quella iniziale romana, sino alla scrittura del nostro tempo, e comparata con monumenti architettonici affini di epoche corrispondenti e con altre creazioni dell'arte tedesca.
- Giornali e riviste

Fu esposto materiale statistico riguardante il giornalismo, fornito dall'Unione della scienza giornalistica di Monaco.
- Libro bello e libro utile

Si tratta di esempi di libri illustrati con fotografie, rilegati dalla Scuola professionale di arte grafica di Monaco.
|  |  |  |

## Parco
Davanti al Palazzo vi è il Piazzale d'Onore, dove sorge la fontana realizzata da Giovanni Muzio, affiancata da due figure in terracotta di Giacomo Manzù. Il piazzale fu completato da Mario Sironi, che installò sei archi in pietra di Vicenza su un lungo podio davanti al palazzo. Con sculture di Arturo Martini, Leone Lodi, Ivo Soli e Antonio Maiocchi.
Il parco comprende una zona recintata alla quale si può accedere direttamente dal palazzo, e altri tre ingressi monumentali progettati da Angelo Bordoni, Andrea Carminati e lo stesso Sironi.
A nord del Palazzo dell'Arte, nel parco, è situata la Torre Littoria, mentre sparsi in altre zone si possono trovare padiglioni per altre mostre come quella dell'Arte Sacra, della Stampa, dei Vagoni ferroviari, delle Scuole d'Arte e dei fiori. Altre costruzioni presenti erano la Stazione per aeroporto civile, il piccolo Albergo di mezza montagna, la Scuola 1933-XI, il Rifugio alpino e la Stamberga per 12 sciatori.
Lungo i viali, sui prati, erano allestite le ventuno costruzioni per la Mostra dell'abitazione moderna, e distribuiti nel Parco vi erano i vari servizi forniti da: la Pasticceria Motta (all'ingresso verso l'Arena, progettata dall'architetto Melchiorre Bega, e decorata esternamente da una scultura di Carlo Pini), il Padiglione dei vini ungheresi (progettato dall'architetto Carlo Weichinger), la Mescita all'aeroporto civile e il Caffè ristorante della Torre Littoria.
Prima dell'apertura della Triennale il Parco Sempione, che ospitò una parte dell'esposizione, fu oggetto di una vasta operazione di risanamento e di risistemazione; fra le altre cose vennero ripulite le acque che lo attraversano, acque inquinate da agenti chimici del fontanile San Mamete provenienti dal rione della Bovisa. Non potendo separare le acque della roggia San Mamete da quelle della roggia Castello (ricevente acqua dal naviglio della Martesana) fu costruito un condotto sotterraneo di 380 m di lunghezza che dall'Arena faceva defluire l'acqua verso il naviglio di San Gerolamo.

### Torre Littoria
Ideata e progettata dall'architetto italiano Gio Ponti con l'ingegnere Cesare Chiodi la Torre Littoria si caratterizza per la ristrettezza della sezione basilare e l'impiego di materiale tubolare in acciaio di Dalmine per la sua costruzione. Al centro della torre è situata una gabbia prismatica, progettata per l'ascensore e a sostegno della scala elicoidale di sicurezza. Sulla sommità vi è invece una cabina esagonale a due piani. Il sotterraneo è invece diviso in due piani per il collocamento del macchinario dell'ascensore, dell'impianto di sollevamento dell'acqua, della cabina di trasformazione, dei quadri a bassa tensione e di altri servizi. Al piano terreno ci sono la biglietteria, i depositi e il guardaroba, mentre al piano inferiore è situato un ristorante. Il rivestimento delle pareti esterne è in masonite lucidata, quello delle pareti interne in masonite verniciata. Il soffitto è in lamiera verniciata di bianco, il pavimento in gomma blu. Le finestre hanno un telaio in alluminio e i cristalli temprati infrangibili (Vitrex). Il piano del belvedere è coperto da una tettoia verniciata bianca, con pareti verticali e parapetto rossi.

### Padiglione della stampa
Da un progetto dell'architetto Luciano Baldessari, il Padiglione della stampa è un edificio situato a margine del Viale Shakespeare, l'edificio sorge su una superficie di 850 m² e si compone di due parti: la prima accoglie l'ingresso e il salone d'onore, la seconda non è che un lungo corridoio che si ripiega attorno al primo edificio. Il complesso dei due edifici è caratterizzato dal contrasto delle due masse, una caratterizzata dalla maestosità delle murature piene, l'altra da trasparenza e leggerezza, derivanti dall'uso di ferro e vetro.
All'interno del padiglione furono allestite varie mostre:
- Mostra storica del giornalismo, il cui obiettivo era quello illustrare la missione del giornalismo al servizio delle cause della Patria. Il carattere prevalentemente politico rifletteva le tappe principali del cammino del paese, dai primi fremiti rivoluzionari e unitari dell'età Napoleonica fino al confluire di tutte le varie correnti che solcavano la vita italiana nel grande movimento dell'unificazione nazionale. La mostra si concluse con la documentazione del giornalismo eroico, il giornalismo di guerra e della rivoluzione fascista.
- Mostra della stampa italiana contemporanea, nelle cui vetrine si svolgono le mostre dei principali quotidiani, come Il Popolo d'Italia, il primo numero del giornale lanciato da Mussolini.
- Scrittori e giornalisti caduti in guerra o per la causa fascista, una mostra che riassume i motivi ideali, evocando la memoria di alti spiriti, di Martiri e di Eroi.
- Mostra dell'arte grafica, in cui gli esemplari grafici sono disposti su diaframmi disposti trasversalmente all'asse maggiore, in piccole bacheche.
- Mostra internazionale della fotografia, nella quale si offriva al pubblico tutto il panorama della fotografia mondiale.

### Mostra dell'arte sacra
Organizzata e ordinata dall'architetto Enrico Ratti in collaborazione con l'architetto Ottavio Cabiati, questa mostra vanta esterni e interni ricchi di decorazioni, statue, affreschi, formelle, bassorilievi, vetrate.
Numerosi furono gli artisti, architetti e aziende che parteciparono a questo allestimento, contribuendo a fornire, tra le altre cose, elementi di oggettistica propria del mondo ecclesiastico, come calici, candelabri, cassette per le offerte, croci, crocifissi ecc. Fra gli autori si segnalano gli architetti Ottavio Cabiati, Antonio Cassi Ramelli, Alberto Alpago Novello e lo stesso Ratti, i pittori Enzo Morelli e Aldo Carpi, gli scultori Leone Lodi, Giuseppe Maretto e Silvio Zaniboni.
Il Made in Italy fu presente nella quasi totalità dell'esposizione, ad eccezione dei colori della pittura murale esterna, importati dalla ditta parigina Paillard, per un affresco eseguito poi dal Carpi.
Notevole fu l'utilizzo del marmo, in diversi colori e provenienze, per la realizzazione sia delle pavimentazioni, sia dell'altare.

### Padiglione delle scuole d'arte
Progettato dall'architetto Renato Camus, il padiglione ospitò rappresentanze di scuole d'arte da tutta Italia. A lato dell'ingresso fu posizionata la statua di Leone Lodi Lo studio dell'arte.
La caratteristica principale che contraddistinse il padiglione delle scuole d'Arte fu l'eterogeneità di tecniche e materiali che vi si poterono trovare, dal gesso alle ceramiche, dai tessuti ai metalli al legno, passando per le tecniche di pittura a tempera, olio e acquerelli.
A fronte delle numerose opere da esporre, venne dedicata una sala d'allestimento alle scuole di Firenze, Cascina, Padova, Venezia, Milano, Palermo e Napoli, mentre le altre si raccolsero in una sala collettiva.
Esposero in totale 23 scuole d'arte, oltre alle città già citate, anche da Selva di Val Gardena, Civitavecchia, Sesto Fiorentino, Perugia, Ortisei, Rovigo, Bologna, Barlassina, Cantù, Faenza, Macerata, Castelli (Italia), Volterra, Castellamonte e Roma.

### Parco ferroviario internazionale
Il parco ferroviario Internazionale accolse dieci vagoni: due italiani, due della Compagnia Internazionale dei Vagoni-letto, due austriaci e quattro francesi.
Questa esposizione ebbe come fine quello di sensibilizzare il pubblico relativamente alle nuove costruzioni ferroviarie, vennero infatti esposte carrozze con nuove finiture, colori, forme e anche nuovi materiali. Venne ricercata la semplicità, eliminando tutti i particolari antiquati e mantenendo comunque la stessa struttura intima della vettura. Si volle, per la prima volta, porre l'attenzione su di un piano architettonico e non solo tecnico, sottolineando l'interesse pratico (distribuzione dei servizi, sfruttamento dello spazio, proporzioni dei sedili ecc.) ed estetico (finiture varie, coperture, stoffe, maniglie ecc.).
Perfettamente allineato a quanto sopra fu il vagone Italiano denominato tipo Triennale, fortemente voluto dall'allora ministro Costanzo Ciano, disegnato dagli architetti Giuseppe Pagano (architetto) e Gio Ponti.

### Mostre internazionali di floricoltura, giardinaggio e ornitologia
Il padiglione dedicato a queste mostre era costruito interamente in legno. Il pavimento sopraelevato dal suolo poggiava su pilastrini in cemento armato, e i gradini di accesso erano ricoperti con rivestimento di conglomerato di gomma. L'illuminazione diurna era garantita da una serie di finestre su ciascun lato, quella notturna avveniva mediante lampade invisibili collocate fra la terrazza di copertura e il velario. A completamento, furono allestite mostre periodiche di fiori e uccelli.
Le mostre raccoglievano essenzialmente piante ornamentali e fiori rari, ma ci furono anche mostre di composizione di fiori, mostre di colture speciali.

### Stazione per aeroporto civile
Questo padiglione futurista, la cui costruzione venne affidata all'architetto Enrico Prampolini, venne ispirato dagli elementi meccanici dell'aviazione e fu un esempio di architettura tipo per altre stazioni di aeroporti civili. Si componeva di queste parti:
- Un salone centrale circolare, diviso in due parti comunicanti, una come sala d'attesa, l'altra a servizio di mescita. In questa sala fu posizionata la statua “La vittoria dell'aria” di Thayaht.
- Una sala per servizi di biglietteria e turismo.
- Un sottopassaggio per gli arrivi.
- Dogana e bagagli.
- Un reparto di accessori (pezzi di ricambio, accessori e rifornimenti).
- Una saletta per i servizi di pronto soccorso.

### Le scuole del 1933
Da un progetto degli arch. Ambrogio Annoni e Umberto Camolli nacque il padiglione delle Aule scolastiche tipo, un'esposizione fortemente voluta dal Gruppo D'azione per le scuole del popolo.
Trattasi di una mostra di tre diverse aule, arredate con criteri di assoluta modernità: ambientale, strutturale ed estetica. Il padiglione, senza essere un edificio scolastico, si mostrò, grazie al verde del parco, in netta contrapposizione con i grigi edifici scolastici del tempo. Molti furono gli interventi sul piano cromatico, come la scelta di nuovi colori, quali il verde per pavimenti e rivestimenti a parete o il rosso per i nuovi banchi. Venne anche introdotto a questo proposito il linoleum, un materiale colorabile, resistente, lavabile e pulito. Ciò che sicuramente accomunò le tre soluzioni furono la ricerca di comodità, la semplicità e la fruibilità.
Nello specifico vennero ideate tre diverse soluzioni:
- L'aula di terza elementare, un'aula tipo in cui vennero introdotti banchi singoli, prodotti con l'assemblaggio di un'intelaiatura metallica su una base di legno. Le sedie, in ferro e legno, diventarono mobili.
- L'aula per scuole rurali, pensata per le periferie più disagiate, dove si sarebbero ospitati bambini e bambine della prima, seconda, terza elementare. A differenza della prima soluzione i banchi, sempre in ferro e legno, erano disposti a coppie.
- L'aula economica per scuole rurali, al pari ideata per le aree più disagiate, ma con banchi totalmente in legno di castagno, in conformità alle esigenze economiche deficitarie di tali zone.

### Rifugio alpino
Progettato dall'architetto Ernesto Bontadini, il Rifugio alpino di alta montagna venne interamente costruito con elementi-telai in legno. La struttura è di forma quadrata, dal lato di circa 12 m, con al centro un camino, intorno al quale vennero disposti la cucina di cotto, gli essiccatoi e il graticcio per appendere gli indumenti. Ciò che rese particolarmente innovativa tale struttura fu la comodità di montaggio e smontaggio, particolare non indifferente, viste le probabili criticità che la montagna può offrire.
Lo spazio era così suddiviso:
Ingresso - Legnaia - Stazione radio - Dormitorio guide - Locale lavabi - Camere da 2 o più posti letto.

### Mostra dell'Abitazione
Il parco ospitò anche una serie di padiglioni da diversi architetti dedicati al tema dell'abitazione moderna:
- Casa sul lago per vacanze da artista di Giuseppe Terragni, Adolfo dell'Acqua, Giani Mantero, Oscar Ortelli, Carlo Ponci, Pietro Lingeri, Gabriele Giussani
- Casa del sabato per gli sposi Archiviato il 16 giugno 2020 in Internet Archive. di Piero Portaluppi e BBPR (la scala elicoidale in marmo fu smontata e rimontata presso la Casa Corbellini-Wassermann, architetto Piero Portaluppi
- Gruppo di cinque case per vacanze di Enrico Griffini, Eugenio Faludi e Piero Bottoni
- Piccolo albergo di mezza montagna
- Stamberga per dodici sciatori di Luigi Vietti
- Gruppo di elementi di case popolari di Enrico Griffini e Piero Bottoni
- La casa sul golfo di Marcello Canino, Giovanni Battista Ceas, Ferdinando Chiaramonte e Alberto Sanarica
- Casa appenninica di Melchiorre Bega, Alberto Legnani e ingegnere Giorgio Ramponi
- Casa minima di Cairoli, Varisco e Borsani
- Casa del dopolavorista di Luisa Lovarini
- Casa dell'aviatore di Cesare Scoccimarro, Pietro Zanini e Ermes Midena
- Casa di legno per vacanze di Emilio Lancia
- Villa di campagna di M. Fiocchi, Emilio Lancia, M. Marelli e G. Serafini
- Casa del sabato per un uomo di studio di Luigi Moretti, Mario Paniconi, Giulio Pediconi, Mosè Tuffaroli
- Villa-studio per artista di Figini e Pollini
- Casa coloniale di Luigi Piccinato
- Sala d'estate di un gruppo di architetti e pittori: Ottorino Aloiso, Gigi Chessa, Umberto Cuzzi, Gino Levi Montalcini, Giuseppe Pagano-Pogatschnig, Ettore Sottsass
- Casa a struttura d'acciaio di Giuseppe Pagano-Pogatschnig, Franco Albini, Renato Camus, Giancarlo Palanti, Giuseppe Mazzoleni, Giulio Minoletti
- Abitazione tipica a struttura d'acciaio di Carlo Daneri e Luigi Vietti (Gruppo Ligure)
- Casa del conduttore di fattoria di Guido Alberti, Tito Brusa
- Villetta di costruzione speciale economica di F. C. Schmidt
- Casa media di Virgilio Vallot
- Casa “tutto acciaio” della Società Anonima Costruzioni Edilizie 'Tutto Acciaio' di Roma